# Slaget ved Totopotomoy Creek
Slaget ved Totopotomoy Creek (også kaldet Slaget ved Bethesda Church) var et slag i generalløjtnant Ulysses S. Grant's Overland kampagne mod den konfødererede general Robert E. Lee's Army of Northern Virginia. Angreb fra Lee, som fortrinsvis benyttede generalløjtnant Jubal A. Early korps, havde beskeden effekt, og Unionen fortsatte sin fremrykning mod sydøst til Slaget ved Cold Harbor.

## Baggrund
Efter at Grants hær var undsluppet den fælde som Lee havde opstillet for den i slaget ved North Anna manøvrerede den igen rundt om Lees højre flanke i en fortsættelse af de manøvrer, som havde kendetegnet kampagnen i maj 1864. Den fortsatte mod nordøst på den nordlige bred af Pamunkeyfloden, i håb om at finde et passende sted at gennembryde Lees linjer. Den 27. maj etablerede Unionskavaleri et brohoved på sydsiden af floden nær vadestedet Hanovertown Ford. Mens Grants infanteri krydsede floden sloges kavaleri fra begge hære i Slaget ved Haw's Shop den 28. maj.
Lees var i en prekær situation da den lå i sine forskansninger bag Totopotomoy Creek. Selv om kavalerislaget ved Haw's Shop havde givet Lee værdifulde oplysninger, som angav retningen på Grants fremrykning havde de konfødererede forsyningsproblemer fordi Unionen havde afbrudt jernbanen Virginia Central Railroad. Der var også mangel på tropper. Lee anfordrede forstærkninger fra general P.G.T. Beauregard som sad relativt ubeskæftiget med 12.000 mand, som holdt generalmajor Benjamin F. Butlers hær indespærret ved Bermuda Hundred. Beauregard afviste først Lees anmodning, og pegede på den potentielle trussel, som udgik fra Butler. Lee var beslutsom trods denne skuffelse, og på trods af at han fortsat var ramt af dysenteri fra North Anna. Han skrev til præsident Davis:"Hvis general Grant rykker frem i morgen vil jeg gå i kamp med ham med min nuværende styrke".  (Den 30. maj fik appeller til præsident Jefferson Davis Beauregard til at give efter og sende 7.000 mand, generalmajor Robert Hokes division, af sted til Lee.)
Slaget ville blive udkæmpet langs Totopotomoy Creek, i nærheden af slagmarken fra 1862 i Slaget ved Gaines' Mill, i Hanover og ved Bethesda Church nord for Gaines' Mill og Old Cold Harbor.

## Slaget
Den 29. maj rykkede Grants hær mod sydvest for at angribe Lee. Da det meste af hans kavaleri var beskæftiget andetsteds besluttede han at benytte infanteri til en rekognoscering i styrke. II Korps under generalmajor Winfield S. Hancock fulgte Richmond-Hanovertown Road til Creeken og konstaterede at Lee var fast forskanset på den modsatte bred. Hancocks mænd begyndte at grave befæstninger. V Korps under generalmajor Gouverneur K. Warren forlængede II Korps linje mod venstre og placerede brigadegeneral Charles Griffins division på den anden side af Creeken på Shady Grove Road. Generalmajor Horatio G. Wright's VI Korps blev sendt nordvest på fra Hanovertown mod Hanover Court House under anførsel af brigadegeneral David A. Russell's division. General Ambrose Burnside's IX Korps lå i reserve hær Haw's Shop og generalmajor Philip Sheridan's Kavaleri Korps var langt ud på Unionens venstre fløj nær Old Church. Den konfødererede linje fra venstre til højre bestod af korpsene under generalløjtnant A.P. Hill, den uafhængige division under generalmajor John C. Breckinridge, som netop fra vendt tilbage fra Shenandoah Valley, korpset under generalmajor Richard H. Anderson og korpset under generalløjtnant Jubal A. Early. Bortset fra lidt forpostfægtning kom det ikke til kamp denne dag.
Grant indledte et generelt fremstød den 30. maj. Wrights korps skulle rykke sydpå mod A.P. Hill på de konfødereredes venstre fløj, mens Hancock angreb over Creeken mod Breckinridge i centrum og Warren rykkede vest på mod Early langs Shady Grove Road. Wrights fremstød gik i stå i det sumpede område nær Crump's Creek, som forsinkede hans VI Korps indtil sidst på dagen. Hancock's skyttekæde erobrede nogle af Breckinridge's riffelstillinger, men kom ikke langt mod de konfødereredes hovedlinie. Generalmajor George G. Meade (som havde kommandoen over Army of the Potomac under tilsyn af Grant) beordrede Burnsides reserve Korps til at hjælpe Hancock, men de ankom for sent på dagen til at have nogen effekt på slaget. På Unionens venstre fløj flyttede Warren resten af sit V Korps over creeken og spredte sig langs Shady Grove Road. De begyndte af føle sig frem mod vest langs vejen, med Griffin i front efterfulgt af divisionerne under generalmajor Samuel W. Crawford og brigadegeneral Lysander Cutler.
Lee fortolkede disse bevægelser som en fortsættelse af Grants kampagnestrategi om at rykke rundt om hans flanke mod sydøst. Han beordrede Earlys tropper, som lå og blokerede Warrens vej om at angribe V Korps med hjælp fra Andersons korps. Early planlagde at sende generalmajor Robert E. Rodes division på en flankerende march langs Old Church Road, dreje mod nord ved Bethesda Church, og følge stier som hans kavaleri havde lavet på forhånd gennem underskoven og støde ind i Warrens bagområder.
Da V Korps langsomt rykkede fremad blev Warren bekymret over sikkerheden på hans venstre flanke. Han beordrede Crawfords division til at rykke sydpå langs en markvej til Old Church Road hvor de opstillede simple brystværn. Crawford sendte oberst Martin D. Hardins brigade fra Pennsylvania Reserves frem. Deres tjenesteperiode skulle slutte samme dag. Rodes mænd marcherede direkte ind i Hardins brigade omkring kl. 12 og slog dem på flugt. Retræten til bag ved Beaver Dam Creek smittede og hele Crawfords divisions front kollapsede, hvilket blotlagde V Korps' venstre flanke. Desværre for de konfødererede mistede Rodes kontrollen over sine folk, som løb forbi deres mål og endte i forvirring. Rodes tøvede med at fortsætte med Earlys plan, efter hvilken han skulle fortsætte mod nord ind i området bag Warrens korps. En stor del af Earlys korps var stadig i marchkolonne. Andersons korps, som skulle støtte Early var forsinket. Warren begyndte at flytte rundt på sit korps, så det pegede mod syd mod Early og Crawford fik samling på sine tropper ved markvejen. Griffins division rykkede ind for at støtte ham og V Korps' artilleri, under oberst Charles S. Wainwright, ankom og opstillede adskillige batterier nord for Shady Grove Road, på Crawfords venstre side. Griffins division gravede sig ned på Crawfords højre side.
Generalmajor Stephen Dodson Ramseur (fra Earlys korps), som for nylig var blevet forfremmet til at lede en division angreb overilet Unionens artilleri kl. 18.30. Angrebet var dårligt koordineret på mange måder, og Early havde kun tøvende givet tilladelse til det. Gordons division var stadig i færd med at blive opstillet og kunne ikke støtte angrebet. Rodes mænd var for optaget af at beskytte de konfødereredes højre fløj til at deltage. Brigadegeneral Thomas F. Toons brigade i Ramseurs division blev holdt nede af ild fra Unionen fra sin åbne venstre flanke, og derfor var den eneste brigade, som rent faktisk angreb, Pegrams brigade under kommando af oberst Edward Willis. De rykkede heroisk frem gennem en kraftig krydsild fra rifler og kanoner og kunne komme indtil 45 meter fra Unionens stilling. Willis blev dødeligt såret og brigaden faldt tilbage til sit udgangspunkt.
Ramseurs angreb var et kostbart tilbageslag, men de sydlige soldater heroisme gav dem de betragtende Unionssoldaters beundring. Historikeren for 13th Pennsylvania Reserves beskrev hændelsen: "Nedslagtningen var til at blive syg af at se på så major Hartshorne sprang op og råbte til sine angribere om at overgive sig. Nogle hundrede fulgte opfordringen. Rebeller eller ej deres adfærd og holdning under angrebet vandt dem beundring fra de som tog dem til fange, og de tøvede ikke ved at give udtryk for det." En overlevende fra Virginia huskede: "Vores linje smeltede bort som ved trylleri. Hver brigade, stab og feltofficer blev fældet, (i reglen dræbt på stedet) på utrolig kort tid."
Grant beordrede et generelt angreb langs linjen for at lette trykke på Warren, men ingen hans korpskommandører var i stand til at adlyde straks. Imidlertid havde Warrens mænd befriet sig selv fra vanskelighederne uden yderligere assistance. Tilbageslaget for Ramseurs division tog modet fra Early og han beordrede sit korps til at trække sig til tilbage mod vest. Han lagde skylden på Anderson, for ikke at være kommet i tide, men soldater lagde skylden på Ramseur, som havde beordret angrebet uden tilstrækkelig rekognoscering.
Mens infanteriet kæmpede ved creeken og kirken stødte de to hæres kavaleri sammen mod øst i Slaget ved Old Church.

## Efterspil
Unionens tab lå om omkring 750 mens de konfødererede havde mistet 1.200.
Den konfødererede oberst Edward Willis, som tidligere havde været et populært medlem af Stonewall Jackson's stab blev dødeligt såret under Ramseurs uovervejede angreb. Brigadegeneral George P. Doles blev dræbt af en skarpskytte nær Bethesda Church den 2. juni. Den konfødererede brigadegeneral James B. Terrill blev også dræbt ved Bethesda Church.
Af større bekymring for Lee end Earlys fejlslåede angreb var efterretninger som han modtog om at forstærkninger var på vej til Grant. Netop som Hokes division var ved at forlade Bermuda Hundred, blev de 16.000 mand i generalmajor William Farrar Smith's XVIII Korps trukket tilbage fra Butlers Army of the James på Grants anfordring, og de rykkede ned ad James River og op ad York floden til Pamunkey floden. Hvis Smith rykkede direkte mod vest fra White House Landing til Cold Harbor, 5 km sydøst for Bethesda Church og Grants venstre flanke kunne den forlængede Unionsflanke nå for langt sydpå til at den konfødererede højre flanke kunne håndtere det. Lee sendte sit kavaleri under generalmajor Fitzhugh Lee af sted for at sikre sig vejkrydset ved Cold Harbor.